# Soca (Uruguay)
Soca, oficialmente llamado Doctor Francisco Soca, es una localidad uruguaya del departamento de Canelones. Es además sede del municipio homónimo.

## Ubicación
La localidad se ubica en la intersección de la antigua ruta 8 con la 35. El arroyo Mosquitos fluye junto a los límites norte y oeste del pueblo.

Historia
Zenón Burgueño fundó este pueblo en honor a su padre El Coronel de la Independencia Tomás Burgueño, quien comandó la 5.ª Compañía de Dragones Libertadores en la Batalla de SARANDI a las órdenes de Manuel Oribe. El pueblo originalmente se llamaba "Mosquitos" que está junto el arroyo. El pueblo se fundó el 18 de abril de 1828 hasta en 1890 por decisión de los vecinos de la comuna decidieron cambiar de nombre por un famoso Doctor Ceferino Socas que se casó con Gerardo Mayoral nacido en Mosquitos. No se sabe exactamente porqué el cambio de nombre ya que el Doctor Francisco Soca era nacido de Montevideo. Según se rumorea lo cambiaron para quedar bien ya que no les gustaban el nombre del lugar.

## Lugares de interés
Un edificio muy singular lo constituye la Capilla de la familia Soca, diseñada por el arquitecto español Antoni Bonet i Castellana en 1959 en honor de Susana Soca, hija de Francisco Soca fallecida prematuramente.

## Población
Según datos del INE del año 2023, Soca contaba con 2094 habitantes.

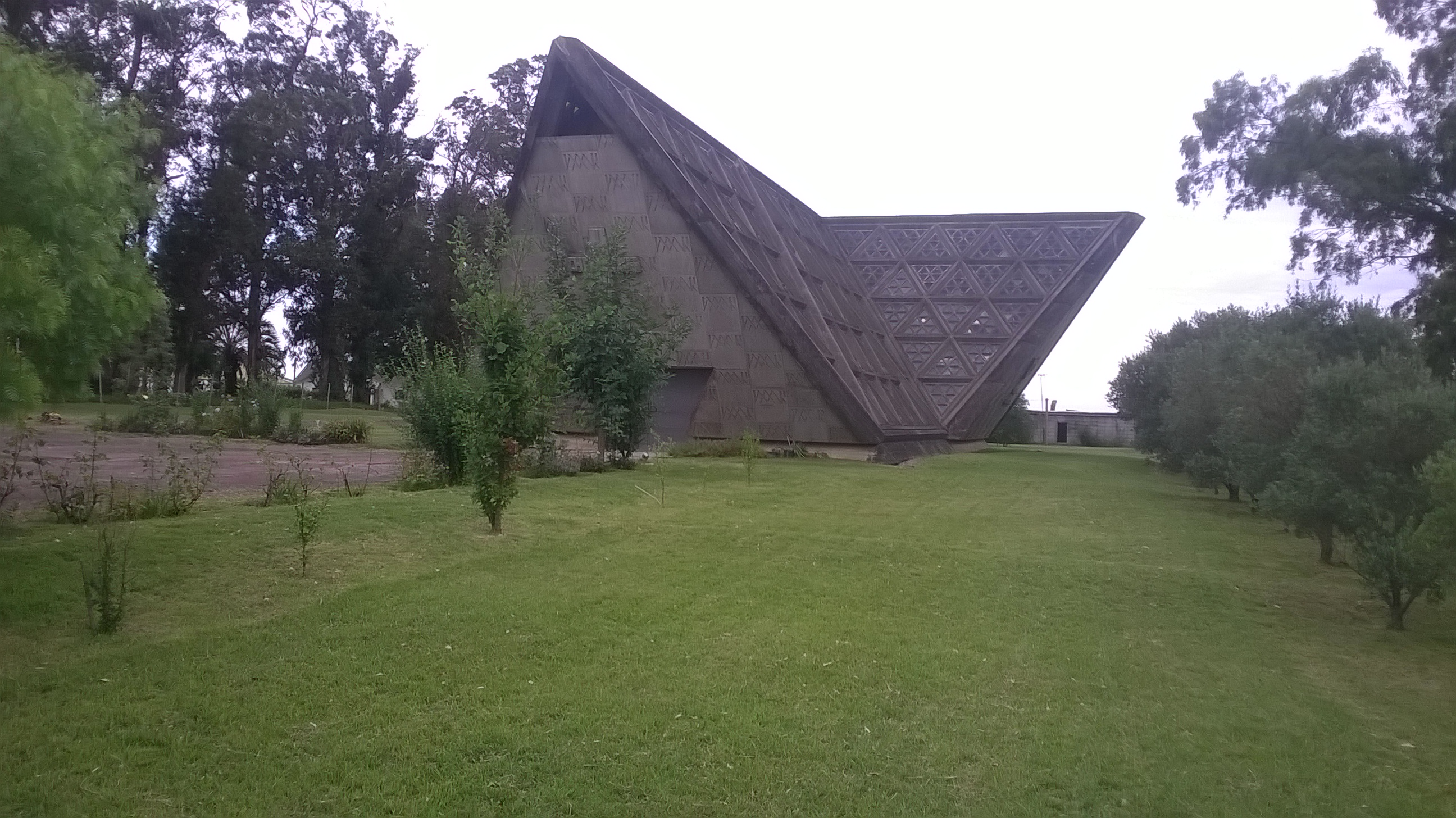
Capilla de la familia Soca

| 1516           | 1397 | 1667 | 1764 | 1742 | 1797 | 2094 |
| (Fuente: INE ) |      |      |      |      |      |      |